# MicroWiki
MicroWiki е уики, онлайн енциклопедия за микронации на различни езици. Стартира през 2005 г. Оттогава тя се превръща в основния начин, по който интернет потребителите документират въпроси, свързани с микронациите, тъй като повечето не отговарят на изискванията в Уикипедия. Поддържа се от доброволци, използващи същия софтуер „МедияУики“, който се използва и от Уикипедия. Сайтът заявява, че е „най-голямата енциклопедия за микронациите“. Към август 2023 г. има над 210 000 страници в сайта.
MicroWiki използва лиценза на „Криейтив Комънс“ за своето съдържание. Статиите обхващат отделни лица, микронации, правителствени служби или други теми, свързани с микронациите. Сайтът има форуми за съобщения относно дискусии, свързани с микронациите относно приложението за съобщения „Дискорд“.